# Santé sexuelle

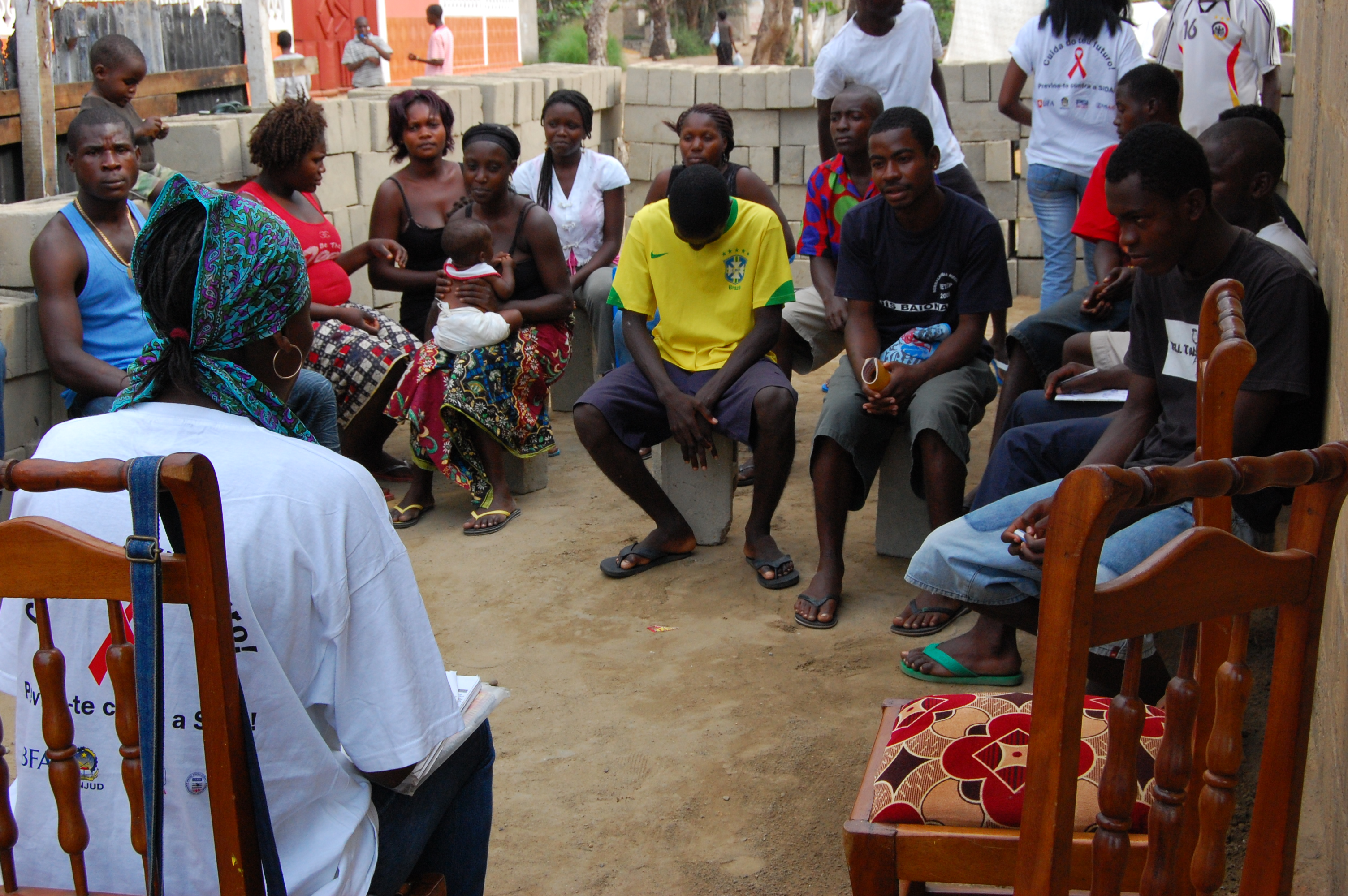
Évènement de sensibilisation au SIDA en Angola en 2006.

La santé sexuelle est un concept proche de celui de santé reproductive.
Il a été établi par l'Organisation mondiale de la santé (OMS) dans les années 1972-1975 , recouvrant selon cette organisation trois points fondamentaux :
- une capacité de jouir et de contrôler le comportement sexuel et reproductif en accord avec l'éthique personnelle et sociale ;
- une délivrance de la peur, de la honte, de la culpabilisation, des fausses croyances et des autres facteurs psychologiques pouvant inhiber la réponse sexuelle et interférer sur les relations sexuelles ;
- la santé reproductive, nécessitant une absence de troubles, de dysfonctions organiques, de maladies ou d'insuffisances susceptibles d'interférer avec la fonction sexuelle et reproductive.

Ces trois points fondamentaux doivent être compris, selon l'OMS, comme étant des droits de l'individu et des devoirs de la société à leur égard.

## Origine et évolutions du concept
L'expression santé sexuelle était déjà utilisée en 1820 et son usage s'est étendu à partir des années 1950 pour se généraliser à la fin du XXe siècle.
L'origine de ce concept provient, d'une part, de la définition par l'OMS du concept de la santé en 1946, et, d'autre part, de l'accroissement, du fait de l'invention de la contraception orale, d'une sexualité récréative séparée de la reproduction, et de la révolution sexuelle des années 1960. L'OMS a défini le droit à la santé sexuelle comme conçernant  « toute personne quel que soit son âge, son état de santé, son handicap éventuel, son lieu de vie » ; 
La libéralisation des mœurs ainsi que des problèmes de santé publique, en particulier le SIDA, ont fait prendre conscience de l'importance de la santé sexuelle, et des comportements et des attitudes qui permettent de la conserver et de l'améliorer, y compris chez la personne âgée exposée à divers tabous et idées reçues.
Des études montrent que l'« espérance de vie sexuelle » tend à augmenter, même si l'âge influence la sexualité féminine et masculine et si avec le grand âge, le manque de partenaire se fait sentir, notamment pour les femmes hétérosexuelles (car, statistiquement, les hommes meurent plus tôt que les femmes), alors que le désir sexuel peut prendre d'autres formes, mais perdurer avec le temps. La sexualité peut aussi améliorer l'estime de soi et la qualité de vie d'une personne victime de démence (caractérisée par le phénomène de « déliaison »)

## Moyens

### Niveau individuel
La santé sexuelle implique au niveau individuel :
- des connaissances objectives sur la sexualité, tant par rapport aux organes génitaux et à la reproduction, que par rapport aux relations et activités sexuelles, au plaisir sexuel, ainsi qu'aux états affectifs et amoureux.
- des connaissances sur les troubles et les maladies sexuelles (dont les MST), ainsi que sur les moyens de les prévenir et des professionnels de santé à consulter.
- une perception claire que la sexualité, le plaisir sexuel et les relations amoureuses sont normales, valorisantes et valorisées (sans être survalorisées[8]).
- Des capacités sociales et relationnelles, telles l'empathie, le contrôle émotionnel, le contrôle comportemental, la responsabilisation, la maîtrise d'actions prosociales, de gestion des conflits et de coopération, le respect d'autrui, etc.

### Niveau institutionnel
Les moyens actuels de la santé sexuelle concernent essentiellement trois niveaux :
- l'information : information de base, destinée à l'ensemble de la population, sur l'anatomie, la physiologie et la psychologie de la sexualité (c'est le niveau de l'information et de l'éducation sexuelle).
- le conseil : c'est le niveau d'intervention de tous les professionnels non thérapeutes qui sont en contact avec des personnes pouvant avoir des difficultés sexuelles.
- la thérapie : c'est le niveau de la prise en charge des troubles, avec des thérapies appropriées, par des médecins spécialisés ou des psychologues thérapeutes.